# Black on Both Sides
Black on Both Sides é o primeiro disco solo do rapper americano Mos Def. O álbum foi lançado pela gravadora Rawkus Records no dia 12 de outubro de 1999. Em 2000, a RIAA confirmou a venda de mais de 500 mil cópias do álbum.

## Faixas
| #  | Título                           | Produtores                               | Duração |
| -- | -------------------------------- | ---------------------------------------- | ------- |
| 1  | "Fear Not of Man"                | Mos Def                                  | 4:28    |
| 2  | "Hip Hop"                        | Diamond D, Mos De                        | 3:16    |
| 3  | "Love"                           | 88-Keys                                  | 4:23    |
| 4  | "Ms. Fat Booty"                  | Ayatollah                                | 3:43    |
| 5  | "Speed Law"                      | 88-Keys                                  | 4:16    |
| 6  | "Do It Now (part. Busta Rhymes)" | Mr. Khaliyl                              | 3:49    |
| 7  | "Got"                            | Ali Shaheed Muhammad                     | 3:27    |
| 8  | "Umi Says"                       | Mos Def, David Kennedy                   | 5:10    |
| 9  | "New World Water"                | Psycho Les                               | 3:11    |
| 10 | "Rock N Roll"                    | Psycho Les, Mos Def                      | 5:02    |
| 11 | "Know That (part. Talib Kweli)"  | Ayatollah                                | 4:03    |
| 12 | "Climb (part. Vinia Mojica)"     | DJ Etch-A-Sketch, Mos Def, Weldon Irvine | 4:02    |
| 13 | "Brooklyn"                       | Ge-ology, Mos Def, David Kennedy         | 5:09    |
| 14 | " Habitat"                       | DJ Etch-A-Sketch                         | 4:39    |
| 15 | " Mr. Nigga (part. Q-Tip)"       | D-Prosper, Mos Def                       | 5:12    |
| 16 | "Mathematics"                    | DJ Premier                               | 4:06    |
| 17 | "May-December"                   | 88-Keys, Mos Def                         | 3:26    |